# 腸液
腸液（ちょうえき）は、小腸の空腸で分泌される弱アルカリ性の体液（消化液）である。
消化の最終確認をする消化液である。消化できる栄養素は解釈によって異なるが、主なはたらきは、蛋白質をアミノ酸に変えるものである。排便時、または肛門・直腸内に異物が侵入した場合、そのダメージを和らげるために分泌されることが多い。
かつては、腸液に炭水化物をブドウ糖に分解する酵素が含まれていると考えられていたが、炭水化物は膵液で二糖類のマルトースまで分解され、最終的に小腸の上皮細胞に存在するマルターゼ、スクラーゼ、イソマルターゼ、ラクターゼ、トレハラーゼなどの二糖類水解酵素により単糖類のグルコース、フルクトース、ガラクトースなどにまで分解されて初めて腸管からの吸収が可能となる。
腸液の一日の分泌量は2,400mlである。

## 消化酵素
- ペプチダーゼ　- たんぱく質が消化されたものを消化する。最終的にアミノ酸になる。
- リパーゼ - 脂肪を消化する。最終的に脂肪酸とグリセリンになる。

※リパーゼの割合は少ない。従って書物によって脂肪を消化するか消化しないかの解釈が異なる。
- ヌクレアーゼ - 核酸を消化する。

## 小腸壁に存在する消化酵素
- マルターゼ - でんぷんが消化されたものを消化する。最終的にブドウ糖になる。
- ラクターゼ - 乳糖を消化する。最終的にブドウ糖とガラクトースになる。
- サッカラーゼ - 蔗糖を消化する。最終的にブドウ糖と果糖になる。